# Pjat'desjat na pjat'desjat
Pjat'desjat na pjat'desjat (Пятьдесят на пятьдесят) è un film del 1972 diretto da Aleksandr Michajlovič Fajncimmer.

## Trama
L'operazione congiunta dei servizi segreti americani e britannici per raccogliere informazioni su una grande scoperta scientifica a Mosca sta crollando. L'agente dell'intelligence sovietica Volgin riesce a svelare un piano ingegnoso e scoprire l'agente nemico.